# The Rebel's Net
The Rebel's Net est un film muet américain réalisé par Francis Ford et sorti en 1917.

## Fiche technique
- Réalisation : Francis Ford
- Scénario : Grace Cunard
- Genre : Western
- Durée : 10 minutes
- Date de sortie : États-Unis : 25 mars 1917

## Distribution
- Francis Ford
- Grace Cunard